# Live: Right Here, Right Now
Live: Right Here, Right Now ist das erste Livealbum der amerikanischen Hard-Rock-Band Van Halen aus dem Jahr 1993. Es wurde während der For Unlawful Carnal Knowledge Tour im Jahr 1992 aufgenommen und erschien auch als Videoalbum.

## Hintergrund
Nach der Veröffentlichung des Videoalbums Live Without a Net im Jahr 1987, welches den Mitschnitt eines Konzerts aus 1986 beinhaltet, ist Live: Right Here, Right Now das erste richtige Livealbum der Band. Sänger auf dem Album ist Sammy Hagar, bis auf vier Songs aus der Roth-Ära (You Really Got Me, Ain’t Talkin’ ’Bout Love, Jump, Panama) stammen alle Songs von den drei bis dahin mit Sammy Hagar veröffentlichten Alben sowie zwei Songs aus Sammy Hagars Solokarriere. Da das Album während der Tour zum Album For Unlawful Carnal Knowledge aufgenommen wurde, sind bis auf The Dream is Over alle Songs dieses Albums enthalten (wobei letztgenannter Song auf dem Videoalbum enthalten ist). Während Eddie Van Halen auf früheren Tourneen noch selbst Keyboard spielte, wurden die Keyboardsparts seit dieser Tour bei den entsprechenden Songs (z. B. When It’s Love, Love Walks In, Right Now, Why Can’t This Be Love, Jump) eingespielt.
Live: Right Here, Right Now wurde am 23. Februar 1993 veröffentlicht. Im Anschluss an die Veröffentlichung ging Van Halen auf Tour, die wie das Album betitelt war. Diese führte durch Nordamerika und Europa, Auftakt der Tour war am 30. März 1993 in der Olympiahalle in München.

## Titelliste
| CD 1 1. Poundcake – 05:28 2. Judgement Day – 04:52 3. When It’s Love – 05:22 4. Spanked – 05:08 5. Ain’t Talkin’ ’Bout Love – 04:37 6. In ’n’ Out – 06:21 7. Dreams – 04:49 8. Man on a Mission – 04:50 9. Ultra Bass – 05:15 10. Pleasure Dome / Drum Solo – 09:38 11. Panama – 06:39 12. Love Walks In – 05:14 13. Runaround – 05:21 | CD 2 1. Right Now – 06:13 2. One Way to Rock (Hagar) – 04:58 3. Why Can’t This Be Love – 05:22 4. Give to Live (Hagar) – 05:39 5. Finish What Ya Started – 05:50 6. Best of Both Worlds – 05:00 7. 316 – 11:37 8. You Really Got Me / Cabo Wabo – 07:58 9. Won’t Get Fooled Again – 05:41 10. Jump – 04:26 11. Top of the World – 04:59 |  |

## Videoalbum
Das gleichnamige Videoalbum enthält eine Auswahl der Songs des Livealbums, wobei Eagles Fly und The Dream Is Over die einzigen Songs sind, die nur auf dem Videoalbum veröffentlicht wurden. Auf dem Videoalbum sind alle Songs des Albums For Unlawful Carnal Knowledge zu finden. Zwischen einzelnen Songs gibt es teilweise kurze Kommentare der Musiker, die auf dem Livealbum nicht zu finden sind. Dem Videoalbum liegen Aufnahmen von zwei Konzerten zugrunde, die später entsprechend geschnitten wurden, was sich gut an der unterschiedlichen Kleidung der Band erkennen lässt. Aufgrund dieser Zusammenschnitte gibt es auch Unterschiede zwischen Songs, die sowohl auf dem Livealbum, als auch auf dem Videoalbum enthalten sind.
1. Poundcake
2. Judgement Day
3. Man on a Mission
4. When It’s Love
5. In ’n’ Out
6. Right Now
7. Ultra Bass
8. Pleasure Dome / Drum Solo
9. Spanked
10. Runaround
11. Finish What Ya Started
12. Eagles Fly (Hagar)
13. 316
14. You Really Got Me / Cabo Wabo
15. The Dream Is Over
16. Jump
17. Top of the World

## Singleauskopplungen
| Jahr | Titel                         | Höchstplatzierung, Gesamtwochen, AuszeichnungChartplatzierungen (Jahr, Titel, , Platzierungen, Wochen, Auszeichnungen, Anmerkungen) | Höchstplatzierung, Gesamtwochen, AuszeichnungChartplatzierungen (Jahr, Titel, , Platzierungen, Wochen, Auszeichnungen, Anmerkungen) | Höchstplatzierung, Gesamtwochen, AuszeichnungChartplatzierungen (Jahr, Titel, , Platzierungen, Wochen, Auszeichnungen, Anmerkungen) | Höchstplatzierung, Gesamtwochen, AuszeichnungChartplatzierungen (Jahr, Titel, , Platzierungen, Wochen, Auszeichnungen, Anmerkungen) | Höchstplatzierung, Gesamtwochen, AuszeichnungChartplatzierungen (Jahr, Titel, , Platzierungen, Wochen, Auszeichnungen, Anmerkungen) | Höchstplatzierung, Gesamtwochen, AuszeichnungChartplatzierungen (Jahr, Titel, , Platzierungen, Wochen, Auszeichnungen, Anmerkungen) | Anmerkungen                                          |
| Jahr | Titel                         | DE | AT | CH | UK | US | Rock | Anmerkungen                                          |
| ---- | ----------------------------- | --- | --- | --- | --- | --- | --- | ---------------------------------------------------- |
| 1993 | Jump (live)                   | — | — | CH36 (1 Wo.)CH | UK26 (3 Wo.)UK | — | — | Erstveröffentlichung: Februar 1993                   |
| 1993 | Won’t Get Fooled Again (live) | — | — | — | — | — | Rock1 (9 Wo.)Rock | Erstveröffentlichung: Februar 1993 Original: The Who |

grau schraffiert: keine Chartdaten aus diesem Jahr verfügbar

## Charts und Chartplatzierungen
| ChartsChartplatzierungen       | Höchstplatzierung | Wochen |
| ------------------------------ | ----------------- | ------ |
| Deutschland (GfK)              | 30 (12 Wo.)       | 12     |
| Österreich (Ö3)                | 30 (6 Wo.)        | 6      |
| Schweiz (IFPI)                 | 18 (10 Wo.)       | 10     |
| Vereinigtes Königreich (OCC)   | 24 (5 Wo.)        | 5      |
| Vereinigte Staaten (Billboard) | 5 (23 Wo.)        | 23     |

## Verkaufszahlen und Auszeichnungen
Album

| Land/Region               | Auszeichnungen für Musikverkäufe (Land/Region, Auszeichnung, Verkäufe) | Verkäufe  |
| ------------------------- | ---------------------------------------------------------------------- | --------- |
| Japan (RIAJ)              | Gold                                                                   | 100.000   |
| Kanada (MC)               | Gold                                                                   | 50.000    |
| Vereinigte Staaten (RIAA) | 2× Platin                                                              | 2.000.000 |
| Insgesamt                 | 2× Gold · 2× Platin ·                                                  | 2.150.000 |

Videoalbum

| Land/Region               | Auszeichnungen für Musikverkäufe (Land/Region, Auszeichnung, Verkäufe) | Verkäufe |
| ------------------------- | ---------------------------------------------------------------------- | -------- |
| Vereinigte Staaten (RIAA) | Gold                                                                   | 50.000   |
| Insgesamt                 | 1× Gold ·                                                              | 50.000   |

Hauptartikel: Van Halen/Auszeichnungen für Musikverkäufe